# Canal River
Der Canal River ist ein Zufluss des Melville Hall River im Zentrum von Dominica im Parish Saint Andrew.

## Geographie
Der Canal River entspringt an einem nordöstlichen Ausläufer des Mang Peak auf ca. 660 m über dem Meer und fließt nach Nordosten. Gegenüber dem Douglas-Charles Airport (Melville Hall Airfield) mündet er von rechts und Süden in den Melville Hall River. Der Fluss ist ca. 7 km lang.
Der Canal River erhält mehrere Zuflüsse von Südwesten und links aus dem Mang Peak und im weiteren Verlauf aus Südosten und rechts aus der Nordostflanke des Morne Concorde (Crown, Gould, Gregg). Östlich schließt sich das Einzugsgebiet des kleineren Crebiche Rivers (Mantipo River) an.